# Homarus
Homarus is een geslacht van tienpotigen uit de familie van de zeekreeften (Nephropidae).

## Soorten
- Homarus gammarus (Linnaeus, 1758) – Noordzeekreeft
- Homarus americanus H. Milne Edwards, 1837